# خانه حقیقی
منزل حقیقی مربوط به دوره زند است و در قائن، محدوده تاریخی شهر، خیابان جانبازان واقع شده و این اثر در تاریخ ۱۹ اسفند ۱۳۸۰ با شمارهٔ ثبت ۴۸۰۴ به‌عنوان یکی از آثار ملی ایران به ثبت رسیده است. مساحت خانه حقیقی حدود ۱۵۶۰ متر است که به صورت دو ایوانی شده است. پلانی نامنظم دارد و ورودی اصلی خانه در ضلع شرقی قرار گرفته که شامل پیشخوان، هشتی و دالان نهایی ورودی است. این بنا دارای چهار صحن می‌باشد که سه ورودی از داخل هشتی و صحن چهارم که شامل فضاهای اصطبل و انبار می‌باشد از راه مطبخ ورودی کوچکی در ضلع شمالی بنا قابل دسترسی بوده است.
اندرونی بنا شامل فضاهای نشیمن، ایوان زمستانی و تابستانی، مطبخ، فضاهای پشت ایوان و صحن می‌باشد.